# Mistrzostwa Świata w Kolarstwie Torowym 1939
42. Mistrzostwa Świata w Kolarstwie Torowym 1939 odbyły się w Mediolanie, w Królestwie Włoch. Rozegrano tylko dwie konkurencje: sprint zawodowców i amatorów, przy czym finał sprintu zawodowców został odwołany. Były to ostatnie mistrzostwa świata w kolarstwie torowym przed II wojną światową.

## Medaliści

### Mężczyźni
| Konkurencja                    | Złoto       | Srebro        | Brąz           |
| ------------------------------ | ----------- | ------------- | -------------- |
| Sprint indywidualny amatorów   | Jan Derksen | Italo Astolfi | Gerhard Purann |
| Sprint indywidualny zawodowców | –           | –             | Albert Richter |

## Klasyfikacja medalowa
| Miejsce | Państwo    |   |   |   | Razem |
| ------- | ---------- | - | - | - | ----- |
| 1.      | Holandia   | 1 | 0 | 0 | 1     |
| 2.      | Włochy     | 0 | 1 | 0 | 1     |
| 3.      | III Rzesza | 0 | 0 | 2 | 2     |